# HBTQ-rättigheter i Taiwan
HBTQ-rättigheter i Taiwan är bland dem mest avancerade i Asien. Staten är den enda i Asien där samkönat äktenskap är lagligt och Taiwan anses vara Asiens HBTQ-vänligaste destination för turister.
I Taipei finns det ett tempel man tillbe Haren, eller Tu'er Shen (kinesiska 兔兒神). Hare har traditionellt en eufemism eller skymf för homosexuella män men i dagens läge är templet världens enda heliga platsen för de homosexuella.

## Historia
De homosexuella handlingarna har aldrig kriminaliserats i republiken Kina (Taiwan).

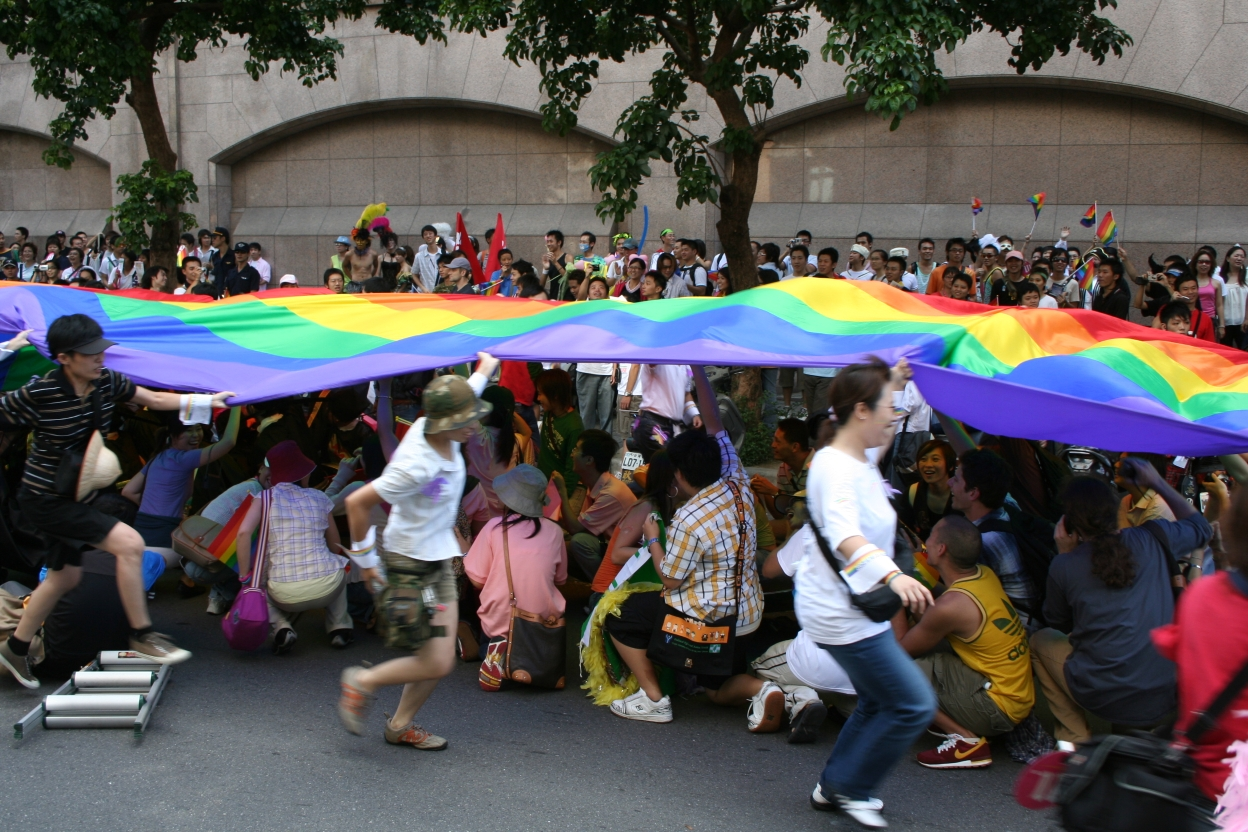
Pridefestivalen i Taiwan år 2005.

Den första Pridenfestivalen hölls år 2003, vilket var den första festivalen i den kinesisktalande världen. Festivalen deltogs av cirka 1000 människor. Taipeis kommunstyrelse stödde festivalen med 720 000 dollar.. Staden Kaohsiung har också ordnat rn egen Pridefestival sedan 2010. År 2016 ordnades det Pridefestivalen i Taichung för den femte gången 20 000 personer deltog, vilket gjorde den Asiens andra största Pridefestival. Taipei Pride blev Östasiens största Pridefestival år 2019, då 100 000 personer deltog. Denna festival hölls även år 2020, med slogan "Taiwan Pride Parade for the World", till minne av alla de Pridefestivaler som blev inställda på grund av coronapandemin.
Omvändelseterapi har varit förbjuden sedan 2018.
Sedan 2018 har det varit möjligt för homo- och bisexuella män att donera blod efter 5 års karantän.

## Samkönat äktenskap

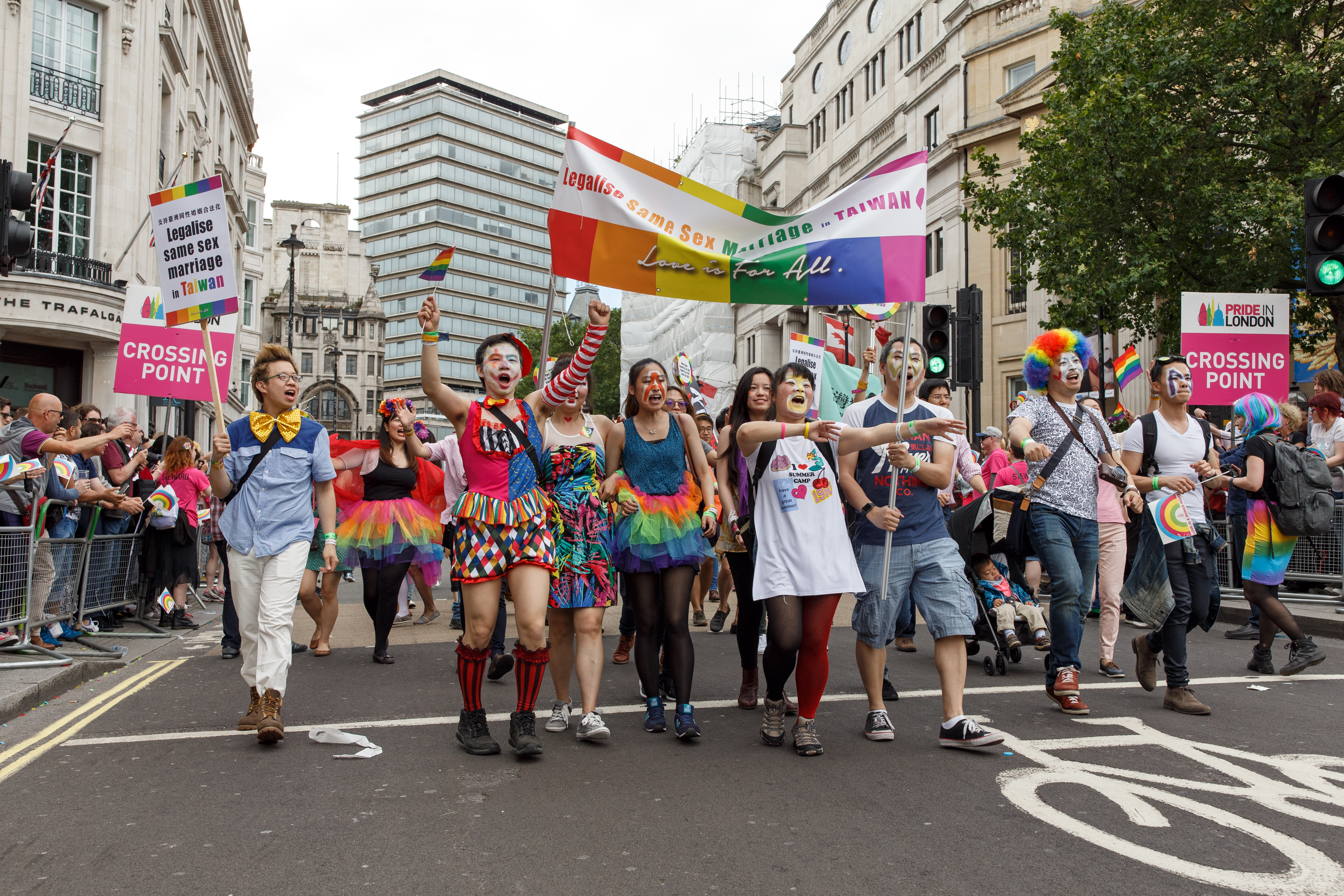
En grupp som kämpar för att legalisera samkönat äktenskap i Taiwan på London Pride år 2016.

Taiwans högsta domstol fattade ett beslut att ett samkönat äktenskap inte går emot Taiwans grundlag år 2017. I sin motivering sade domstolen att hindra två vuxna att gifta sig har inget rationellt motiv. Efter sitt beslut gav domstolen parlamentet två år att legalisera samkönat äktenskap..
I november 2018 ordnades det en serie av folkomröstningar i Taiwan där väljarna frågades bl.a. att borde samkönat äktenskap legalisera och borde samkönade par få likadant lagligt skyddande från staten. Fast väljarna vägrade att legalisera samkönat äktenskap, sade Taiwans regering att resultaten kommer inte att påverka högsta domstolens beslut från 2017..   

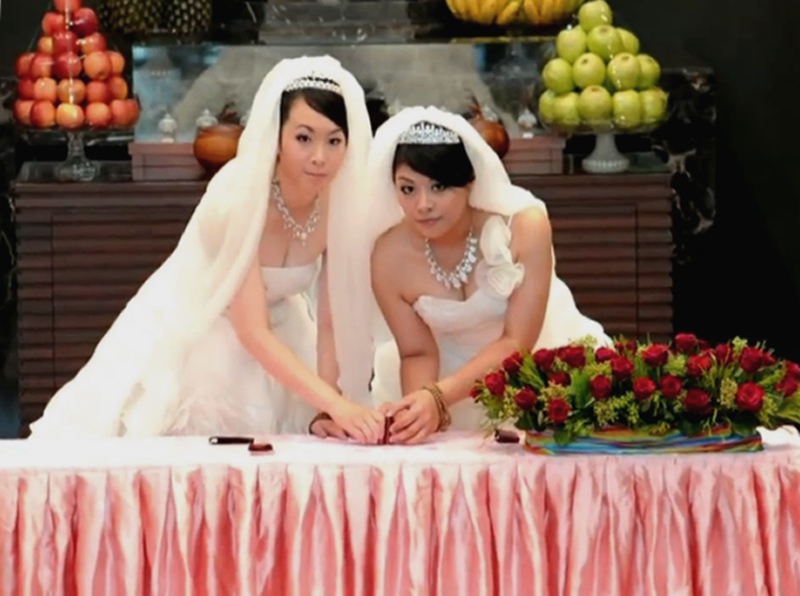
Ett samkönat buddhistiskt bröllop i Taiwan.

I maj 2019 blev Taiwan den första land i Asien där samkönat äktenskap blev lagligt. Samkönat äktenskap är möjligt också i sådana fall där den andra parten är en utlänning. Detta gäller dock inte det kinesiska fastlandet på grund av Taiwan speciella lag som gäller dess och Folkrepubliken Kinas relationer.. De första samkönade äktenskapen i Taiwans militär ägde rum 2020 då två lesbiska par deltog i en massvigsel för militären.

## Könskorrigering
Transpersoner har haft rätten att korrigera sitt juridiska kön utan en könskorrigerande operation sedan 2013. Innan detta behövdes det ett samtyckande beslut från två läkare och korrigerande operationen..
Sedan 2020 har det varit möjligt att markera ett tredje kön till identitetskort.

## Översiktstabell
| Händelse                                         | Status (år)                             | Källa  |
| ------------------------------------------------ | --------------------------------------- | ------ |
| Homosexuella akter                               | Ja (alltid)                             | [ 3 ]  |
| Lagstiftningen mot diskriminering i undervisning | Ja (2004)                               | [ 1 ]  |
| Lagstiftning mot diskriminering i arbetslivet    | Ja (2007)                               | [ 1 ]  |
| Lagstiftningen mot diskriminering i allmänheten  | Ja (2017)                               | [ 1 ]  |
| Närståendeadoption                               | Ja (2019)                               | [ 17 ] |
| Samkönad adoption i allmänhet                    | Nej                                     | [ 17 ] |
| Samkönat äktenskap                               | Ja (2019)                               | [ 12 ] |
| Möjlighet att tjänstgöra i militären             | Ja (2002)                               | [ 3 ]  |
| Kommersiellt värdmödraskap                       | Nej (olagligt oavsett sexuell läggning) | [ 18 ] |
| Öppet homosexuella män kan donera blod           | Ja (2018)                               | [ 9 ]  |